# Argie (film)
Pour les articles homonymes, voir Argie.
Pour plus de détails, voir Fiche technique et Distribution.
Argie est un film franco-argentin réalisé par Jorge Blanco et sorti en 1984.

## Fiche technique
- Titre : Argie
- Réalisation : Jorge Blanco
- Scénario : Jorge Blanco
- Photographie : Michel Amathieu et Jeanne Lapoirie
- Son : Laurent Daussy et Raoul Juarez
- Production : Merry Limes Films - GIE Plisson
- Pays :  France -  Argentine
- Durée : 85 minutes
- Date de sortie : France - 30 juillet 1980

## Distribution
- Jorge Blanco : Pablo
- Christine Plisson : Sandra
- Christine von Schreitter
- Ella Blanco
- Philip Hartley

## Sélections
- Festival de Cannes 1984 (Semaine de la critique)[1]
- Viennale 1984[2]